# Nepals kommunistiska parti
Nepals kommunistiska parti, Nepāl Kamyuniṣṭa Pārṭī (NKP) var ett politiskt parti, bildat 1949 i Calcutta i Indien, under det diktatoriska Rana-styret i Nepal.
Efter Ranadynastins fall i februari 1951 blev NKP legaliserat. NKP var dock kritisk även till den nya proindiska regering som kom till stånd ur ledning av Nepals kongressparti och sympatiskt inställd till de grupper som vägrade lägga ner vapnen efter befrielsekriget 1950. Redan 1952 blev NKP därför förbjudet igen. I september 1953 hölls kommunalval. NKP lyckades då få sex, formellt oberoende, fullmäktigeledamöter valda. 
Vid NKP:s första partikongress 1954 valdes Man Mohan Adhikari till generalsekreterare. Året därpå gjorde Adhikari ett officiellt uttalande i vilket han erkände kungen som landets lagliga statsöverhuvud, något som banade väg för att NKP åter blev legaliserat 1956. Adhikaris agerande vållade dock stark intern kritik, bland annat från partiets grundare Pushpa Lal Shresta.
Vid den andra partikongressen 1957 i Katmandu valdes dock en annan kungatrogen, Keshar Jung Rayamajhi till ny generalsekreterare. På dennes initiativ deltog NKP i parlamentsvalet 1959 medan Pushpa Lal och hans anhängare uppmanade till valbojkott. NKP fick bara 7,4 % av rösterna och 4 mandat.
I december 1960 genomförde kung Mahendra en statskupp, upplöste nationalförsamlingen och förbjöd alla politiska partier. Adhikari, Mohan Bikram Singh, Shambu Ram och andra ledande partiföreträdare fängslades medan Pushpa Lal med flera gick i landsflykt.
Men Rayamajhi stödde kungen och belönades med en plats i dennes rådgivande församling, Raj Sabha. Detta, samt synpunkter på vilken part man skulle stödja i konflikten mellan kommunistpartierna i Kina och Sovjet, ledde till skärpta motsättningar inom NKP.
Partiets tredje kongress hölls, mot Rayamajhis vilja, i exil i Varanasi i Indien i april 1962. Partikongressen antog ett program för nationaldemokratisk revolution, uteslöt Rayamajhi och beslutade att Tulsi Lal Amatya och Pushpa Lal tillsammans skulle leda partiet. Den sistnämnde drev även igenom att NKP skulle stötta Kinas kommunistiska parti.
Rayamajhi och hans anhängare vägrade dock godkänna denna partikongress. Han fick kungens stöd medan övriga kommunister utsattes för så hård förföljelse att det var omöjligt att upprätthålla partiorganisationen. NKP sprack därför i flera delar som alla gjorde anspråk på att var det riktiga NKP. För att skilja dem åt lade folk till namnet på partiledaren till efter partinamnet, den kungatrogna falangen kom sålunda att kallas NKP (Rayamajhi) medan Pushpa Lal och hans anhängare (som 1968 bröt med Tulsi Lal Amatya) fick namnet NKP (Pushpa Lal).
Resterna av det ursprungliga NKP drevs vidare av Tulsi Lal Amatya, som valts till generalsekreterare på partikongressen 1962. Detta parti gick 1994 med i Nepals kommunistiska parti (Förenade marxist-leninisterna).